# Przejęsław (przystanek kolejowy)
Przejęsław – od 1991 roku ładownia a dawniej przystanek osobowy i stacja kolejowa Przejęsławiu na linii kolejowej nr 283 Jelenia Góra – Żagań, w województwie dolnośląskim.